# Anommatus sorneri
Anommatus sorneri is een keversoort uit de familie knotshoutkevers (Bothrideridae). De wetenschappelijke naam van de soort werd in 1925 gepubliceerd door Jan Roubal.